# Mustasaari (ö i Finland, Kymmenedalen, Kouvola, lat 60,92, long 26,99)
Mustasaari är en ö i Finland. Den ligger i vattendraget Mankinvirta och i kommunen Kouvola i den ekonomiska regionen  Kouvola ekonomiska region  och landskapet Kymmenedalen, i den södra delen av landet, 140 km nordost om huvudstaden Helsingfors. Öns area är 2 hektar och dess största längd är 300 meter i sydöst-nordvästlig riktning.